# محمد صالح جمجوم
محمد صالح جمجوم، يعتبر أحد أبرز التجار في السعودية وكان له بصمة في العمل الخيري، وهو عميد بيت الجمجوم التجاري في جدة. كما كان أحد المعاونين للحاج محمد علي زينل رضا في تأسيس مدارس الفلاح والإشراف عليها طوال مدة حياته باعتباره وكيل مفوض من مؤسسها الحاج رضا علي زينل. ومن أعماله الخيرية أنه كان يقوم بالكفالة المالية كشرط للحصول على بعض الوظائف في بعض الدوائر الحكومية، كما كان يترفع عن المطالبات أو الشكاوى المتعلقة بالأمور المالية الخاصة به.